# سيمون دومون
سيمون دومون (بالإنجليزية: Simon Dumont)‏ هو متزحلق حر أمريكي، ولد في 9 يوليو 1986 في Bethel, Maine ‏ في الولايات المتحدة.

## وصلات خارجية
- سيمون دومون على موقع الاتحاد الدولي للتزلج (التزلج الحر) (الإنجليزية)